# Setesdal

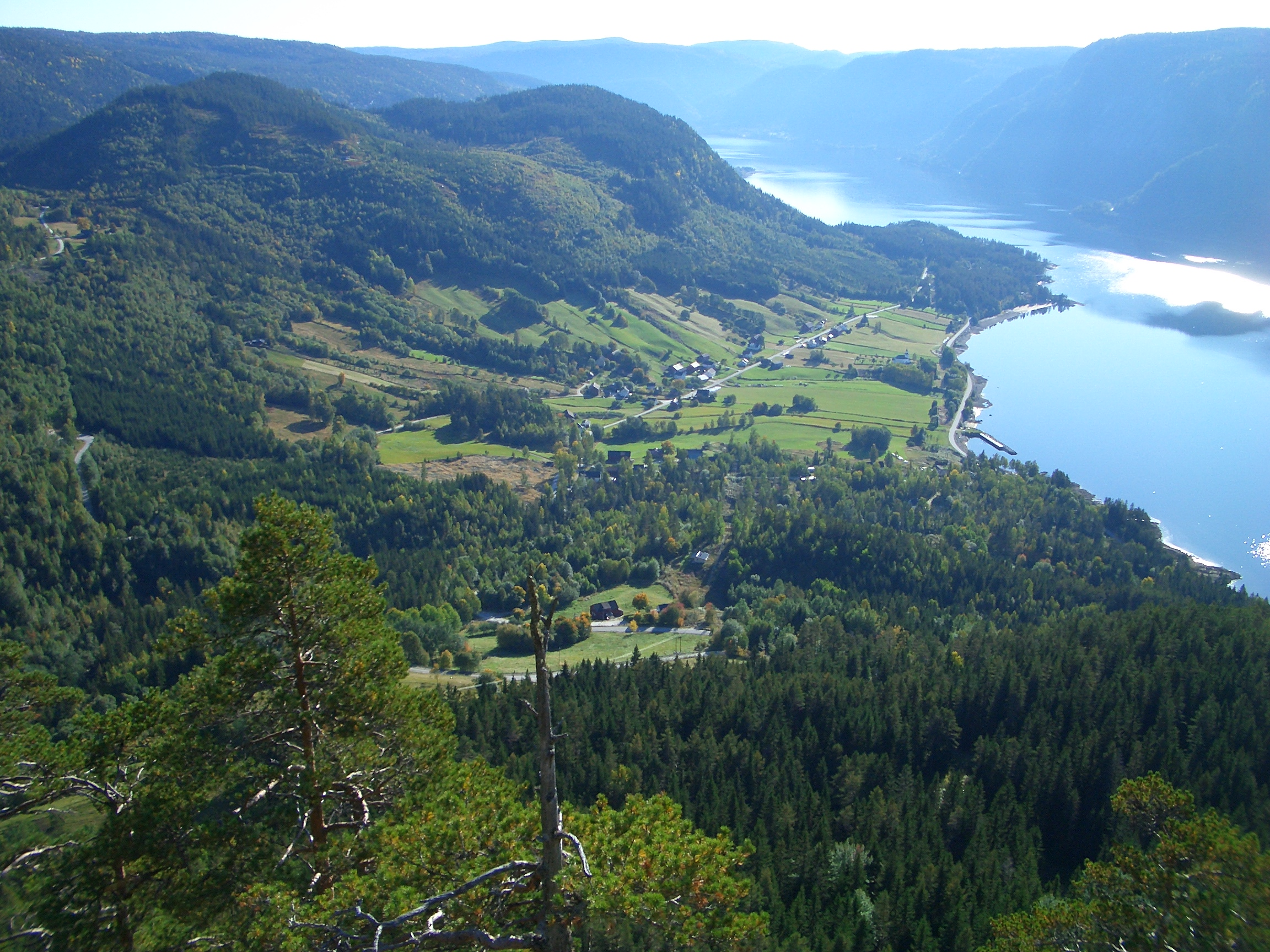
Setesdal.

Setesdal es un valle y un distrito tradicional en la provincia de Agder en el sur de Noruega. Se compone de los municipios de Bykle, Valle, Bygland, Iveland y Evje og Hornnes.
El río Otra atraviesa el valle de Setesdal en el mar cerca de Kristiansand. Setesdal fluye desde la meseta Hardangervidda en Telemark al norte. El histórico Setesdal comienza en Evje y se extiende en lo que respecta a la granja llamada Bjåen, en el borde del Condado de Telemark. Øvre (superior) Setesdal se encuentra en el municipio de Bykle. Los municipios de Iveland, Evje y Hornes y Bygland componen el Nedre (Bajo) Setesdal. El municipio de Valle se encuentra ubicado en medio del valle Setesdal. La carretera Ruta Nacional 9 discurre a través de Setesdal.